# 永野靖忠
永野 靖忠（ながの やすただ、1935年3月29日 - 1993年2月17日）は、日本の映画監督、テレビ演出家。北海道小樽市奥沢町出身。

## 略歴・人物
1953年に東京都立江北高等学校、1959年に日本大学芸術学部映画学科を卒業。東映教育映画部を経て東映テレビ・プロダクションに所属し、助監督として関川秀雄に師事する。1963年にテレビ朝日系「特別機動捜査隊」第80話「帰らざる海」で監督としてデビュー。
プライベートでは、監督を務めたライオン奥様劇場「罪人形」に出演していた女優の松木路子と1972年頃に結婚。
1993年2月17日、肝臓がんで死去。

## 作品
特記がない限り監督のみ担当。

### テレビドラマ
- 「新諸国物語 紅孔雀」（1961年8月1日 - 1962年4月24日、テレビ朝日） - 助監督
- ミステリーベスト21「事件の成立」（1962年8月10日、テレビ朝日） - 助監督
- 「特別機動捜査隊」（テレビ朝日）
  - 第80話「帰らざる海」（1963年5月8日）
  - 第81話「過去の影」（1963年5月15日）
  - 第84話「自首」（1963年6月5日）
  - 第88話「追いつめられた狼」（1963年7月3日）
  - 第95話「脱獄」（1963年8月21日）
  - 第139話「密航」（1964年6月24日）
  - 第165話「失われた心」（1964年12月23日）
  - 第168話「蒼い叫び」（1965年1月13日）
  - 第225話「二十二時五十五分」（1966年2月16日）
  - 第255話「恐怖の25時間」（1966年9月14日）
- 「鉄道公安36号」（テレビ朝日）
  - 第18話「大仏さまが婿にくる」（1963年10月2日）
  - 第27話「傷痕」（1963年12月4日）
  - 第50話「汽笛が二度鳴る」（1964年5月13日）
  - 第54話「魔の引込線」（1964年6月10日）
  - 第80話「上り勾配」（1964年12月23日）
  - 第87話「ラッセル車の男」（1965年2月10日）
  - 第90話「黒の紳士録」（1965年3月3日）
  - 第92話「春の来る駅」（1965年3月17日）
  - 第174話「おとり」（1966年10月13日）
  - 第178話「闇を裂く警笛」（1966年11月10日）
- 「横丁正義隊」（1964年4月12日 - 9月20日、日本テレビ） - 脚本・監督
- 「無法松の一生」（1964年4月15日 - 7月8日、フジテレビ）
- 「アスファルトジャングル」（1965年4月8日 - 9月30日、テレビ朝日）
- 「悪の紋章」第2話・第13話・第14話・第17話・第18話（1965年10月14日・12月30日・1966年1月6日・1月27日・2月3日、テレビ朝日）
- 「嵐のなかでさよなら」（1966年4月24日 - 10月16日、テレビ朝日）
- 「白い巨塔」（1967年4月8日 - 9月29日、テレビ朝日）
- 「あゝ同期の桜」（テレビ朝日）
  - 第16話「鷲と鷹」（1967年7月20日）
  - 第19話「新しき日を生きよ」（1967年8月10日）
  - 第25話「残る桜も散る桜」（1967年9月21日）
- 「とぼけた奴ら」（テレビ朝日）
  - 第19話「赤い蝶が悪魔を呼ぶ」（1968年2月9日）
  - 第20話「危険な遊びが死を招く」（1968年2月16日）
- 「七つの顔の男」（テレビ朝日）
  - 第1話「女はミニで勝負する」（1967年10月29日）
  - 第3話「暗殺プロフェッショナル」（1967年11月12日）
  - 第4話「復讐は花束で」（1967年11月19日）
  - 第7話「生きていたビーナス」（1967年12月10日）
  - 第8話「可愛いオモチャに手を出すな」（1967年12月17日）
  - 第12話「シンデレラはブーツで殺せ」（1968年1月14日）
- 「裸の町」（1968年10月5日 - 1969年4月5日、テレビ朝日）
- 「絢爛たる復讐」（テレビ朝日）
  - 第3話「地獄のポロネーズ」（1969年2月25日）
  - 第4話「背徳のシンフォニー」（1969年3月4日）
  - 第7話「悪女の白い罠」（1969年3月25日）
  - 第8話「燃えるバラ色の海」（1969年4月1日）
  - 第11話「花の中の十字架」（1969年4月22日）
- 「五番目の刑事」（テレビ朝日）
  - 第2話「けだもの狩り」（1969年10月9日）
  - 第4話「太陽が西から昇った!」（1969年10月23日）
  - 第5話「焼身の街」（1969年10月30日）
  - 第10話「肝っ玉少年」（1969年12月4日）
  - 第18話「燃えろ! 悪魔の女」（1970年2月5日）
  - 第21話「さらば、白銀の荒野」（1970年2月26日）
  - 第24話「白い花びらのブルース」（1970年3月19日）
- 「プロフェッショナル」（TBS）
  - 第4話「大あばれ密輸ルート」（1969年10月26日）
  - 第20話「ギターが私を殺す」（1970年2月15日）
- 「罪人形」（1970年1月5日 - 2月27日、フジテレビ）
- 「丹下左膳」（テレビ朝日） - 脚本・監督
  - 第13話「ばてれん長崎の巻」（1970年6月28日）
  - 最終話「おどみゃ島原の巻」（1970年7月5日）
- 「夕陽の舞い」第16話 - 第20話（1970年6月29日 - 7月3日、フジテレビ）
- 「大奥の女たち」（1971年1月18日 - 2月26日、フジテレビ）
- 「ターゲットメン」（テレビ朝日）
  - 第1話「殺人鬼をぶっ飛ばせ」（1971年10月9日）
  - 第2話「帰って来た大海賊」（1971年10月16日）
  - 第4話「三匹の赤い狼」（1971年10月30日）
  - 第10話「二つの顔をもつ男」（1971年12月11日）
- 「ガラスの階段」（1972年3月6日 - 4月28日、フジテレビ）
- 「さすらいの狼」（テレビ朝日）
  - 第20話「上州ピエロの憤り」（1972年8月16日）
  - 第21話「陰謀の果て」（1972年8月23日）
- 非情のライセンスシリーズ（テレビ朝日）
  - 「非情のライセンス 第1シリーズ」
    - 第1話「兇悪の門」（1973年4月5日）
    - 第6話「兇悪の目」（1973年5月10日）
    - 第14話「兇悪の愛」（1973年7月5日）
    - 第15話「兇悪の像」（1973年7月12日）
    - 第22話「兇悪の芽」（1973年8月30日）
    - 第23話「兇悪のシャンソン」（1973年9月6日）
    - 第27話「兇悪な愛の終り」（1973年10月4日）
    - 第29話「兇悪の甘い影」（1973年10月18日）
    - 第30話「兇悪の青春」（1973年10月25日）
    - 第35話「兇悪な蜜の香り」（1973年11月29日）
    - 第39話「兇悪のライフル」（1973年12月27日）
    - 第40話「兇悪の望郷」（1974年1月3日）
    - 第45話「兇悪のスキャンダル」（1974年2月7日）
    - 最終話「兇悪」（1974年3月28日）

  - 「非情のライセンス 第2シリーズ」
    - 第1話「兇悪のアリバイ」（1974年10月3日）
    - 第3話「兇悪の序曲」（1974年10月17日）
    - 第4話「兇悪の火」（1974年10月24日）
    - 第6話「兇悪の母」（1974年11月7日）
    - 第8話「兇悪の燦めき」（1974年11月21日）
    - 第12話「兇悪の空白」（1974年12月19日）
    - 第14話「兇悪のロマン」（1975年1月2日）
    - 第16話「兇悪の青い鳥」（1975年1月16日）
    - 第18話「兇悪の父子」（1975年1月30日）
    - 第21話「兇悪の白い花」（1975年2月20日）
    - 第23話「兇悪の夜の蝶」（1975年3月6日）
    - 第27話「兇悪の炎」（1975年4月3日）
    - 第28話「兇悪の生証人」（1975年4月10日）
    - 第32話「兇悪のバラード」（1975年5月8日）
    - 第34話「兇悪の甘い肌」（1975年5月22日）
    - 第37話「兇悪の倒産」（1975年6月19日）
    - 第38話「男のうたは兇悪」（1975年6月26日）
    - 第42話「兇悪の時効」（1975年7月24日）
    - 第44話「兇悪のヌード」（1975年8月7日）
    - 第45話「洞爺湖に散った兇悪」（1975年8月14日）
    - 第48話「兇悪なすずらんの女」（1975年9月4日）
    - 第52話「兇悪の再会」（1975年10月2日）
    - 第57話「兇悪の壁」（1975年11月13日）
    - 第59話「兇悪の三億円」（1975年11月27日）
    - 第62話「兇悪の超特急」（1975年12月18日）
    - 第64話「兇悪の失恋」（1976年1月1日）
    - 第68話「兇悪の声」（1976年1月29日）
    - 第73話「兇悪のノクターン」（1976年3月4日）
    - 第75話「兇悪のワイン」（1976年3月25日）
    - 第76話「兇悪の慕情」（1976年4月1日）
    - 第77話「兇悪の終着駅」（1976年4月8日）
    - 第83話「兇悪の捜査」（1976年5月20日）
    - 第84話「兇悪の死刑執行人」（1976年5月27日）
    - 第85話「兇悪の刑事」（1976年6月3日）
    - 第91話「兇悪の愛と友情」（1976年7月15日）
    - 第92話「兇悪の孤独」（1976年7月22日）
    - 第95話「兇悪のめぐり逢い」（1976年8月19日）
    - 第97話「兇悪の殉職・坂井刑事」（1976年9月2日）
    - 第101話「恋心」（1976年10月7日）
    - 第106話「黙秘」（1976年11月18日）
    - 第109話「被写体」（1976年12月9日）
    - 第113話「男 前編」（1977年1月6日）
    - 第114話「男 後編」（1977年1月13日）
    - 第117話「過去」（1977年2月3日）
    - 第118話「生贄」（1977年2月10日）
    - 第123話「償い」（1977年3月24日）
    - 最終話「兇悪の終焉」（1977年3月31日）

  - 「非情のライセンス 第3シリーズ」
    - 第1話「兇悪の門出・赤ちゃんの顔が見たい!」（1980年5月1日）
    - 第3話「兇悪の赤い薔薇・禁じられた愛」（1980年5月15日）
    - 第4話「兇悪の女医・ささやく鍵」（1980年5月22日）
    - 第5話「兇悪の祈り・国外逃亡を阻止せよ!」（1980年5月29日）
    - 第8話「兇悪の天使・舞い降りた殺人」（1980年6月26日）
    - 第10話「兇悪の標的・ガラスの女」（1980年7月17日）
    - 第11話「兇悪の女囚・コールガール殺人事件」（1980年8月7日）
    - 第14話「兇悪のマイホーム・連続身代り殺人」（1980年8月28日）
    - 第17話「兇悪のグラビア・警視庁を売るOL」（1980年9月18日）
    - 第21話「兇悪の罠・愛しい死線」（1980年10月23日）
    - 第24話「兇悪の涙・警視庁特捜部解散!?」（1980年11月20日）
    - 最終話「あゝ兇悪! さらば会田刑事」（1980年12月4日）
- 「ザ・ボディガード」（テレビ朝日）
  - 第3話「哀しみの白い雨傘」（1974年4月18日）
  - 第4話「妻の座が崩れる時」（1974年4月25日）
  - 第9話「東京 - ロス・大追跡」（1974年5月30日）
  - 第10話「グランドキャニオンの殺人者」（1974年6月6日）
- 「ベルサイユのトラック姐ちゃん」最終話（1976年9月17日、テレビ朝日）
- 「特捜最前線」（テレビ朝日）
  - 第1話「愛の十字架」（1977年4月6日）
  - 第3話「禁じられた愛の詩」（1977年4月20日）
  - 第9話「絶唱! 愛と転落の女」（1977年6月1日）
  - 第289話「死んだ筈の女!」（1982年12月1日）
- 「ジグザグブルース」（テレビ朝日）
  - 第4話「オーナーを捜して!」（1977年5月24日）
  - 第9話「父親らしく胸をはれ」（1977年6月28日）
- 新幹線公安官シリーズ（テレビ朝日）
  - 「新幹線公安官 第1シリーズ」
    - 第4話「サラトガ本線終着駅」（1977年8月30日）
    - 第5話「死の逃避行」（1977年9月6日）

  - 「新幹線公安官 第2シリーズ」
    - 第10話「360キロの恐怖」（1978年6月5日）
    - 第12話「過去から来た列車」（1978年6月19日）
    - 第13話「あなたは狙われている」（1978年6月26日）
    - 第14話「爆発一秒前の告白」（1978年7月3日）
    - 第17話「非情の捜査線」（1978年7月24日）
    - 第20話「長い夏の報復」（1978年8月14日）
    - 第23話「青春の逆流」（1978年9月4日）
    - 最終話「未来への終列車」（1978年9月25日）
- 「野望」（テレビ朝日）
  - 第1話「華麗なるめぐり逢い」（1977年10月6日）
  - 第2話「華麗なる挑戦」（1977年10月13日）
  - 第5話「華麗なる反撃」（1977年11月3日）
  - 第6話「華麗なる抱擁」（1977年11月10日）
  - 第9話「赤い訣別」（1977年12月8日）
  - 第10話「赤い陰謀」（1977年12月15日）
  - 第11話「赤い激闘」（1977年12月22日）
  - 第12話「赤い絶望」（1977年12月29日）
  - 第18話「赤い別離」（1978年2月9日）
  - 第22話「運命の証言」（1978年3月9日）
  - 第23話「手錠と逃亡」（1978年3月16日）
  - 最終話「華々しい終章」（1978年3月23日）
- 「人間の証明」（1978年1月7日 - 4月1日、TBS）
- 「大空港」（フジテレビ）
  - 第10話「男たちの詩」（1978年10月9日）
  - 第62話「刑事は殺シで勝負する?! 名刑事と珍刑事の敵地潜入!」（1979年11月26日）
  - 第64話「戦慄のダブルハイジャック 706便危機一発!!」（1979年12月10日）
  - 第68話「報復の弾道が闇を裂く! 頂上作戦・地獄の綱渡り」（1980年1月14日）
  - 第69話「狙撃者の墓標 冬枯れの街よ友を優しく弔え!」（1980年1月21日）
- 「野性の証明」（1979年1月6日 - 3月31日、TBS）
- 「白昼の死角」（1979年8月4日 - 9月29日、TBS）
- 「手錠をかけろ!」（フジテレビ）
  - 第1話「ペンフレンド狙撃事件 函館」（1979年10月18日）
  - 第3話「女子大生誘拐事件 上高地」（1979年11月1日）
  - 第4話「入試問題殺人事件 山口・津和野」（1979年11月8日）
  - 第5話「キャッシュカード盗難事件 仙台」（1979年11月15日）
  - 第6話「保険金殺人未遂事件 鹿児島」（1979年11月22日）
- 土曜ワイド劇場（テレビ朝日）
  - 「松本清張の地の骨」（1980年3月22日）
  - 「瞳の中の殺意」（1981年3月28日）
  - 「第三の女」（1982年9月4日）
  - 「森村誠一の凶学の巣」
    - 第1作「女子学級委員の謎の死」（1982年11月27日）
    - 第2作「帰って来た非行生徒に教師の反撃!」（1984年3月31日）
    - 第3作「母の情事を目撃した女子優等生」（1987年12月19日）

  - 「十三階の女」（1983年5月21日）
  - 「女囚外科医の復讐」（1983年6月18日）
  - 「抱かれた男の謎」（1983年9月17日）
  - 「西村京太郎トラベルミステリー」
    - 第4作「寝台特急あかつき殺人事件」（1983年10月1日）
    - 第5作「東北新幹線殺人事件」（1984年7月14日）
    - 第6作「寝台特急「北陸」殺人事件」（1985年1月5日）
    - 第7作「特急“白鳥”十四時間」（1985年10月12日）
    - 第14作「愛と死の飯田線」（1989年1月14日）
    - 第15作「アルプス誘拐ルート」（1989年4月1日）
    - 第16作「寝台特急八分停車」（1989年9月30日）
    - 第17作「山陽・東海道殺人ルート」（1990年1月13日）
    - 第18作「オホーツク殺人ルート」（1990年10月6日）
    - 第21作「上信越、湯煙り殺人ルート」（1992年1月11日）
    - 第22作「日本縦断殺人ルート」（1992年4月4日）

  - 「過去を消す女」（1984年6月16日）
  - 「尼僧、ストリッパー殺人事件」（1984年9月15日）
  - 「妻が三人いる家」（1984年12月29日）
  - 「江戸川乱歩の美女シリーズ（天知茂版）」第24作（1985年3月9日）
  - 「女医の死亡診断書」（1985年11月9日）
  - 「牟田刑事官事件ファイル」第4作（1985年12月14日）
  - 「探偵・神津恭介の殺人推理」
    - 第4作「初夜に消えた花嫁」（1986年3月1日）
    - 第5作「血ぬられた薔薇」（1986年8月23日）
    - 第10作「白魔の歌」（1990年9月29日）

  - 「京都新婚旅行殺人事件」（1986年7月12日）
  - 「アスレチッククラブ華麗な女の斗い」（1986年11月8日）
  - 「大女優殺人事件」（1986年12月13日）
  - 「女たちの華麗な闘い」
    - 第1作「奈良大和路茶の湯の旅」（1987年8月1日）
    - 第2作「北陸越前海岸、女たちの華麗な斗い」（1989年1月21日）
    - 第3作「テニススクール女たちの華麗な斗い」（1989年9月2日）
    - 第4作「スキースクール・女たちの華麗な斗い!」（1991年2月2日）
    - 第5作「ゴルフスクール女たちの華麗な闘い」（1992年3月14日）
    - 第6作「マリンスポーツクラブ女たちの華麗な闘い!」（1992年8月29日）

  - 「珊瑚色ラプソディ殺人事件」（1988年4月23日）
  - 「京都再婚旅行殺人事件」（1988年5月7日）
  - 「萩・殺人迷路」（1988年9月10日）
  - 「悪霊に追われる女」（1989年12月2日）
  - 「きらきらと闇に墜ちて」（1989年12月30日）
  - 「京都琵琶湖別荘殺人事件」（1990年5月5日）
  - 「桜島1000キロ殺人空路」（1990年6月2日）
  - 「松本清張作家活動40年記念・一年半待て」（1991年6月8日）
  - 「八月の消えた花嫁」（1991年7月27日）
  - 「市毛良枝の美女探偵シリーズ」第5作（1991年10月19日）
  - 「白樺湖逆転殺人」（1992年6月13日）
  - 「江戸川乱歩の美女シリーズ（西郷輝彦版）」第1作（1992年7月4日）
  - 「避暑地の妻のあやまち」（1992年7月11日）
- ハングマンシリーズ（テレビ朝日）
  - 「ザ・ハングマン」
    - 第20話「恐怖の水中逆さ吊り」（1981年4月3日）
    - 第21話「替え玉合格の悪ガキは十三階段へ」（1981年4月10日）
    - 第25話「さらばブラック 怒りの爆死」（1981年5月8日）
    - 第39話「悪医者は吸血処刑」（1981年8月14日）
    - 第40話「トルコ風呂 密室殺人」（1981年8月21日）
    - 第47話「生か死か!? ドラゴン危うし」（1981年10月9日）
    - 第48話「死人の恋 愛の言葉はさよなら」（1981年10月16日）

  - 「ザ・ハングマンII」
    - 第1話「処刑人復活 裏で吊して表にさらせ」（1982年6月4日）
    - 第2話「女王がなめた苦い水」（1982年6月11日）
    - 第15話「出口なし 恐怖の空気処刑」（1982年9月10日）
    - 第16話「ゴッドマザーの馬鹿ムスコを吊せ」（1982年9月17日）
    - 第23話「女帝と社長の色と欲 ニセ秘宝展をあばけ」（1982年11月19日）
    - 最終話「影との対決 ハングマン散る!」（1982年12月24日）

  - 「新ハングマン」
    - 第1話「令嬢を情婦に堕した悪徳署長」（1983年7月29日）
    - 第2話「セーラー服を犯す教育評論家」（1983年8月5日）
    - 第7話「少女殺しをデッチ上げる成金と刑事」（1983年9月9日）
    - 第8話「代議士の自殺を演出する兄弟秘書」（1983年9月16日）
    - 第25話「女カメラマンを狙う謎の被写体」（1984年2月3日）
    - 最終話「女体を人体実験する悪魔の病院長」（1984年2月10日）

  - 「ザ・ハングマン4」
    - 第5話「女高生が非行理事長に食いものにされる!」（1984年10月19日）
    - 第6話「人材バンクが殺人犯を仕立てる!」（1984年10月26日）

  - 「ザ・ハングマンV」
    - 第8話「みなしご小学生が大金持ちにさせられる!」（1986年3月28日）
    - 第16話「逆転夫婦の主夫がキャリア妻の仇を討つ!」（1986年5月30日）
    - 第24話「ニャンニャン写真がライバル歌手を殺す!」（1986年7月25日）
    - 第25話「代理ママの製造ベビーが売られる!」（1986年8月8日）

  - 「ザ・ハングマン6」
    - 第8話「塀の中から恋人の復讐に脱走!」（1987年4月17日）
    - 第9話「プッツン夫婦が離婚劇大作戦!」（1987年4月24日）
- 「闇を斬れ」（フジテレビ）
  - 第17話「暗殺! 兼子八郎左衛門」（1981年7月28日）
  - 第24話「大江戸・浪人皆殺し」（1981年9月15日）
  - 第25話「暗殺・血染めの死闘」（1981年9月22日）
- 「幻之介世直し帖」（日本テレビ）
  - 第17話「伊平次の声が盗まれた」（1982年1月31日）
  - 第21話「敵か味方か悪鬼の館」（1982年2月28日）
- 時代劇スペシャル（フジテレビ）
  - 「蛇姫様」（1981年11月6日）
  - 「十六文からす堂」第1作（1982年7月16日）
- 「大江戸捜査網 第3シリーズ」第423話（1982年1月16日、テレビ東京）
- 木曜ゴールデンドラマ「秘められた訪問者」（1982年3月4日、日本テレビ）
- 女捜査官シリーズ（テレビ朝日）
  - 「女捜査官」
    - 第9話「殺しの現場にコロンの香り」（1982年4月30日）
    - 最終話「処女刑事のライバルは女子刑務所の女」（1982年5月28日）

  - 「新・女捜査官」
    - 第5話「バラバラ殺人の鍵は変身美女?」（1983年5月13日）
    - 第6話「女子高生の危険なアルバイト」（1983年5月20日）
- 「運命交響曲殺人事件」（1984年11月26日、テレビ朝日）
- おみやさんシリーズ（テレビ朝日）
  - 「迷宮課刑事おみやさん」
    - 第3話「15年前愛妻を殺されてゲイに変身した夫が今日…!」（1985年8月16日）
    - 第4話「13年前の夫婦交換心中が今日…!」（1985年8月23日）
    - 第12話「5年前の未亡人焼身自殺事件が今日…!」（1985年10月25日）

  - 「六本木ダンディーおみやさん」
    - 第4話「死体がバラの花に埋もれていた殺人事件」（1987年10月30日）
    - 第8話「秘密を抱いた女刑事が追う拳銃強盗事件」（1987年11月27日）
    - 第10話「警官が盗難被害届を出した連続強盗事件」（1987年12月11日）
- 月曜ワイド劇場（テレビ朝日）
  - 「たそがれ夫人」
    - 第2作「夫婦生活、妻は夜が待ち遠しい! 夫は夜がオソロシイ」（1985年9月9日）
    - 第3作「マンションの鍵返します! 三人の愛人は本妻に負けたか?」（1986年7月7日）

  - 「何でも貸します! 女の商売」（1986年3月10日）
- 「女のたたかい」（1985年11月1日、テレビ朝日）
- 金曜女のドラマスペシャル → ザ・ドラマチックナイト → 男と女のミステリー（フジテレビ）
  - 「小野小町殺人事件」（1986年7月4日）
  - 「白衣の復讐」（1987年12月18日）
  - 「復顔」（1988年6月3日）
  - 「しらべる女」
    - 第1作「陸奥連続殺人事件」（1988年11月11日）
    - 第2作（1989年8月11日）

  - 「望郷、中国服の女」（1989年3月24日）
  - 「イスタンブール 黒いヴェールの女」（1990年3月30日）
- 「猫目石ころがった」（1986年11月28日、フジテレビ）
- 火曜サスペンス劇場（日本テレビ）
  - 「監察医・室生亜季子」
    - 第1作「歩き出した白骨死体」（1986年12月23日）
    - 第7作「もう一つの指紋」（1989年9月5日）
    - 第8作「熱い凍死」（1990年4月17日）
    - 第9作「震える川」（1990年11月20日）
    - 第10作「顔の無い白骨死体」（1991年7月16日）

  - 「弁護士・高林鮎子」
    - 第4作「信州飯田線殺意の天竜峡」（1988年8月30日）
    - 第9作「北の街小樽に消えた女」（1991年4月9日）

  - 「長い導火線」（1992年2月25日）
- 「大都会25時」（テレビ朝日）
  - 第17話「さらば夏! ストリッパー風子の場合」（1987年8月12日）
  - 第18話「憎い夏! 女子大生通り魔事件」（1987年8月19日）
- 「悪妻だから夫はのびる」（1988年2月25日・3月3日、テレビ朝日）
- はぐれ刑事純情派シリーズ（テレビ朝日）
  - 「はぐれ刑事純情派 第1シリーズ」
    - 第4話「ビデオ女優を探せ」（1988年4月27日）
    - 第11話「子連れ未亡人の犯罪」（1988年6月15日）
    - 第12話「噂におびえる女」（1988年6月22日）

  - 「はぐれ刑事純情派 第2シリーズ」
    - 第18話「殉職刑事の息子」（1989年8月2日）
    - 第25話「二つの顔を持つ人妻」（1989年9月20日）

  - 「はぐれ刑事純情派 第3シリーズ」
    - 第19話「結婚を餌にした女」（1990年8月8日）
    - 第21話「証言を翻した女・盗まれた旧紙幣」（1990年8月22日）

  - 「はぐれ刑事純情派 第4シリーズ」
    - 第6話「白い肌の犯罪・ミツグ君の逆襲!」（1991年5月8日）
    - 第9話「整形美容・人妻の復讐」（1991年5月29日）

  - 「はぐれ刑事純情派 第5シリーズ」
    - 第2話「殺人を占った女・ハイヒールの犯罪!?」（1992年4月15日）
    - 第3話「自己破産を望んだ女・カードの誘惑!」（1992年4月22日）
- 火曜スーパーワイド「津軽海峡 おんな三人春景色」（1988年4月12日、テレビ朝日）
- 「さすらい刑事旅情編」第4話（1988年11月9日、テレビ朝日）

### 特撮
- 「ナショナルキッド」（1960年8月4日 - 1961年4月27日、テレビ朝日） - 助監督
- 「人造人間キカイダー」（テレビ朝日）
  - 第17話「アカクマバチ 恐怖の人質計画」（1972年11月4日）
  - 第18話「クロカメレオン 幻の大強奪作戦」（1972年11月11日）
  - 第23話「キイロアリジゴク三兄弟見参!」（1972年12月16日）
  - 第24話「魔性の女?? モモイロアルマジロ」（1972年12月23日）
  - 第29話「カイメングリーンは三度甦える」（1973年1月27日）
  - 第30話「アカネイカ 美人女子大生を狙う」（1973年2月3日）
  - 第33話「兇悪キメンガニレッド 呪いの掟」（1973年2月24日）
  - 第34話「子連れ怪物 ブラックハリモグラ」（1973年3月3日）
  - 第38話「ハカイダーがジローを殺す!」（1973年3月31日）
  - 第39話「父の仇ジロー 全国指名手配」（1973年4月7日）
- 「キカイダー01」（テレビ朝日）
  - 第1話「無敵!! 人造人間ゼロワン誕生!!」（1973年5月12日）
  - 第5話「恐怖! 青ワニ島で卵が笑う!!」（1973年6月9日）
  - 第6話「魔術師対ゼロワンの秘密能力!!」（1973年6月16日）
  - 第7話「落雷! 機能低下のゼロワン直撃」（1973年6月23日）
  - 第14話「怪談 ギルの亡霊が地獄で呪う」（1973年8月11日）
  - 第15話「爆発 ジャイアントデビルの秘密」（1973年8月18日）
  - 第16話「恐怖! ミイラ男のニトロ爆弾」（1973年8月25日）
  - 第29話「赤鬼 青鬼 恐怖の100億V!!」（1973年12月1日）
  - 第30話「悪魔? 天使? ビジンダー出現!!」（1973年12月8日）
  - 第31話「哀れ人造人間ビジンダー爆死」（1973年12月15日）

### その他
- 「ニュードキュメンタリードラマ昭和 松本清張事件にせまる」第4回（1984年5月3日、テレビ朝日）